# Augusta (contea di Kalamazoo, Michigan)
Augusta è un villaggio degli Stati Uniti d'America, situato nello Stato del Michigan, nella contea di Kalamazoo.